# Vírus da hepatite A
O vírus da hepatite A é da familia dos picornavirus, e o seu genoma é de RNA unicatenar (simples) positivo (é usado directamente como mRNA na síntese proteica). Tem capsídeo icosaédrico, mas não possui envelope. O vírus é muito resistente a condições externas adversas.
Pode sobreviver em rios e mares por meses. É resistente a ácidos (PH 1), calor (60oC), secura, sal e solventes. Ferver a água é um método eficiente para destruir-lo. É muito comum encontrar-lo em locais sem tratamento de água e esgoto infectando mais de 90% da população, principalmente crianças.

## Espécies
Pelo menos 13 espécies adicionais do gênero Hepatovírus foram identificadas. Essas espécies infectam morcegos, roedores, ouriços e musaranhos. A análise filogenética sugere uma origem roedora para a hepatite A. A cepa humana só se transmite de humano a humano.

## Transmissão
A transmissão é geralmente por via fecal-oral, principalmente água contaminada, raramente é transmitido pelo sangue e por sexo anal. Mariscos contaminados são uma importante fonte dessa infecção e causaram muitas epidemias. 

## Vacina
Existe uma vacina feita com uma forma atenuada desse vírus e aplicada no primeiro e segundo anos de vida que gera imunidade por 20 anos em 90% dos casos.  Com a vacinação o número de casos por ano caiu 90% na China e nos EUA.